# 판교항
판교항은 충청남도 홍성군 서부면 판교리 지역에 있던 어항의 명칭으로, 홍보지구 대단위농업개발사업으로 인하여 어항의 기능을 상실하여 폐지되었다.

## 연혁
판교항은 충청남도지사가 지방어항으로 지정하여 관리되어 왔으나, 2010년 12월 10일 충청남도지사가 지방어항 지정해제 고시하였다.